# 아토믹 루스터
아토믹 루스터(Atomic Rooster)는 원래 크레이지 월드 오브 아서 브라운 멤버들, 오르간 연주자 빈센트 크레인, 드러머 칼 파머에 의해 결성된 영국의 록 밴드이다. 그들의 역사를 통틀어 키보디스트 빈센트 크레인만이 유일한 고정 멤버였고 그들의 작품의 대부분을 썼다. 그들의 역사는 1970년대 초 중반과 1980년대 초의 두 시기로 정의된다. 이 밴드는 급진적인 스타일 변화를 겪었지만 1971년 히트 싱글 〈Tomorrow Night〉 (영국 11위)와 〈Devil's Answer〉 (영국 4위)의 하드하고 프로그레시브 록 사운드로 가장 잘 알려져 있다.
2016년 크레인 미망인의 허락을 받아 아토믹 루스터를 개혁했고, 새로운 라인업에는 밴드의 다양한 1970년대 화신의 두 멤버가 참여했다.

## 음반 목록

### 스튜디오 음반
- Atomic Roooster (1970년)
- Death Walks Behind You (1970년)
- In Hearing of Atomic Rooster (1971년)
- Made in England (1972년)
- Nice 'n' Greasy (1973년)
- Atomic Rooster (1980년)
- Headline News (1983년)

## 같이 보기
- 프로그레시브 록